# Голідей-Сіті-Берклі (Нью-Джерсі)
Голідей-Сіті-Берклі (англ. Holiday City-Berkeley) — переписна місцевість (CDP) в США, в окрузі Оушен штату Нью-Джерсі. Населення — 12 943 особи (2020).

## Географія
Голідей-Сіті-Берклі розташований за координатами 39°57′51″ пн. ш. 74°16′40″ зх. д. / 39.96417° пн. ш. 74.27778° зх. д. (39.964154, -74.277814).  За даними Бюро перепису населення США в 2010 році переписна місцевість мала площу 15,06 км², з яких 14,90 км² — суходіл та 0,16 км² — водойми.

## Демографія
Згідно з переписом 2010 року, у переписній місцевості мешкала 12 831 особа в 8152 домогосподарствах у складі 3692 родин. Густота населення становила 852 особи/км².  Було 9023 помешкання (599/км²).
Расовий склад населення:
| - 97,8 % — білих - 0,7 % — чорних або афроамериканців - 0,7 % — азіатів - 0,1 % — корінних американців |

До двох чи більше рас належало 0,4 %. Частка іспаномовних становила 2,4 % від усіх жителів.
За віковим діапазоном населення розподілялося таким чином: 0,1 % — особи молодші 18 років, 27,1 % — особи у віці 18—64 років, 72,8 % — особи у віці 65 років та старші. Медіана віку мешканця становила 73,5 року. На 100 осіб жіночої статі у переписній місцевості припадало 67,2 чоловіків;  на 100 жінок у віці від 18 років та старших — 67,2 чоловіків також старших 18 років.
Середній дохід на одне домашнє господарство  становив 44 184 долари США (медіана — 31 807), а середній дохід на одну сім'ю — 60 256 доларів (медіана — 46 741). Медіана доходів становила 52 560 доларів для чоловіків та 39 353 долари для жінок. За межею бідності перебувало 8,3 % осіб, у тому числі 53,3 % дітей у віці до 18 років та 7,7 % осіб у віці 65 років та старших.
Цивільне працевлаштоване населення становило 2507 осіб. Основні галузі зайнятості: освіта, охорона здоров'я та соціальна допомога — 32,6 %, роздрібна торгівля — 14,9 %, транспорт — 9,4 %, науковці, спеціалісти, менеджери — 7,7 %.